# Paradoja de Alabama
La Paradoja de Alabama es un resultado estadístico contraintuitivo. Plantea que un aumento en el número de objetos a repartir entre un grupo de personas puede llevar a que una de las personas reciba menos objetos de lo que obtendría con un número menor de elementos a repartir. Este resultado contraintuitivo fue descubierto durante el procesamiento de los datos del censo de los Estados Unidos de 1880, cuyos números de población debían ser usados para repartir los escaños del Congreso de los Estados Unidos entre los estados de la Unión. Como el número de escaños es definido mediante estatutos, no hay un número predefinido de asientos para repartir. Uno de los oficiales del censo, C. W. Seaton, decidió hacer una lista con el posible reparto de asientos del congreso entre los estados suponiendo un número de escaños entre 275 y 350. Seaton descubrió que el estado de Alabama recibiría 8 congresistas si se repartían 299 asientos, pero sólo recibiría 7 si el número de asientos subía a 300. Otro ejemplo parecido resultó del censo de los Estados Unidos de 1900, donde el estado de Colorado recibe cuatro representantes en el congreso con cualquier número de escaños a repartir entre 350 y 400, con excepción del número 357, donde recibiría solo tres representantes, mientras que el estado de Maine oscilaba entre los 3 y los 4 congresistas varias veces cuando se repartían entre 382 y 391 escaños. Estas fluctuaciones llevaron al Congreso a modificar el sistema de reparto de escaños.